# Paul Rachubka
Paul Stephen Rachubka, född 21 maj 1981 i San Luis Obispo (Kalifornien), är en amerikansk professionell fotbollsmålvakt.
Han spelade tidigare för bland andra Huddersfield och Blackpool innan han som free agent skrev på för Leeds inför säsongen 2011/2012. Därifrån har han varit utlånad till Tranmere Rovers och Leyton Orient i League One.
I maj 2013 meddelade Leeds att de inte ämnar förlänga Rachubkas kontrakt då det går ut mot slutet av månaden.